# Мельник Галина Миколаївна
Галина Миколаївна Мельник (нар. 26 вересня 1964 р., смт. Бориня, Самбірський район, Львівська область) – український медик, доктор фармацевтичних наук (2021), поетеса, громадська діячка.

## Біографія
Народилася 26 вересня 1964 р., смт Бориня, Самбірський район, Львівська область. Закінчила фармацевтичний факультет Львівського ордена Дружби народів державного медичного інституту з червоним дипломом, аспірантуру при Національному фармацевтичному університеті (м. Харків). Працювала провізором-аналітиком в центральній районній аптеці м. Заставна Чернівецької області, провізором-технологом аптеки при шкірвендиспансері (м. Чернівці), головним спеціалістом з контролю якості лікарських засобів Держаної інспекції з контролю якості ЛЗ у Чернівецькій області, з 2000 р. – директор медико-фармацевтичної фірми «Гармонія-2000), з 2014 р., після захисту докторської дисертації, працювала асистентом кафедри фармакогнозії Буковинського державного медичного університету (БДМУ).

## Творча діяльність
У 2014 р. захистила кандидатську дисертацію, у 2021 р. – докторську дисертацію на тему «Теоретичне та експериментальне обґрунтування технології  рідких та м’яких лікарських форм в умовах аптек». Співавтор підручника для аспірантів «Теоретичні основи створення лікарських препаратів», автор багаточисленних публікацій  у наукових фахових виданнях, у тому числі і міжнародних; монографій; методичних рекомендацій  та інформаційних листів; патентів та авторських свідоцтв.
	У 2021 році, з метою об’єднання професіоналів галузі  для захисту прав та інтересів, а також зміни інтерпретації ролі фармацевта в суспільстві, покращення публічної довіри та нової філософії мислення фармацевта заснувала громадську організацію «Аптечний Грегіум України».